# 本間正人
本間 正人（ほんま まさと 、1959年8月 - ）は、学習学提唱者。NPO学習学協会代表理事。松下政経塾卒塾。

## 概要
参加型研修アクティブ・ラーニングを提唱する「研修講師塾」「調和塾」を主宰し、「失敗」ではなく「未成功」を提唱する。

## 来歴
1959年東京生まれ。宝仙学園小学校、東京教育大学附属駒場中学校・高等学校、1982年東京大学文学部社会学科卒業。
松下政経塾第3期生の実務研修として国連事務局、総務庁「国際青年の村」実行委員長、「世界青年の船」ナショナルリーダー、社団法人日本ユネスコ協会連盟評議員、など国際交流事業に参加し、大来佐武郎に師事して「21世紀のローマ・クラブ」創設をライフワークとして志す。同期生に鈴木淳司、笹木竜三、前田正子、松沢成文、樽床伸二らがいる。ミネソタ州政府貿易局日本室長、松下政経塾研究主担当（研究部門責任者）を経て独立。
1987年ミネソタ大学ハンフリー公共政策大学院留学、1998年ミネソタ大学Ph.D.（成人教育学博士号）、米国 Coach University CTP課程修了。
2001年NPO学習学協会代表理事、2002年NHK教育テレビ「英語ビジネスワールド」講師、2004年「実践・ビジネス英会話」講師、2009年から2年間朝日ニュースター「ラーニングプラネット」アンカー、株式会社CCL教育研究所研究主幹（新しいビジネス教育カリキュラム開発担当）、社団法人青少年育成国民会議企画委員、大阪産業創造館「元気社長シリーズ」「なにわ番頭塾」、2008から2010年度まで経済産業省「キャリア教育民間コーディネーター育成・評価システム開発事業開発研究会」座長。大学と大学院3施設で客員教授、京都造形芸術大学で2012年教授、創造学習センター長、2016から2020年度副学長。
現在、京都芸術大学教授、松下政経塾主幹、NPO学習学協会代表理事、NPOハロードリーム実行委員会理事、一般社団法人大学イノベーション研究所代表理事、一般社団法人キャリア教育コーディネーターネットワーク協議会理事、一般社団法人自立学実践研究所理事、NPO法人グローバルキャンパス・ジャパン監事、一般社団法人エンドオブライフ・ケア協会顧問、菊池道場顧問、エッセンシャルマネジメント・スクール・フェロー、世界学術科学アカデ ミー (WAAS) アソシエートフェロー、らーのろじー株式会社代表取締役。

## エピソード
中学と高校は文化祭や体育祭など年間行事に注力し、大学入学後は英語学校へ週5日通い、漠然と国際機関に興味を抱きローマクラブ「成長の限界」などから大きく影響を受ける。学生時代はナッチャコパックを聴いた。
大学卒業後は松下政経塾でミネソタ大学へ留学して国際関係を学び、ミネソタ州政府貿易局日本担当官として東京と大阪に代表部を開設して州知名度向上をキャンペーンし、知事特別表彰を受ける。
帰国後、杉並区長の山田宏と関わり教育と学習について「学習学」を提唱する。
ミネソタへ再留学して成人教育学博士、のちコーチングやポジティブ組織開発など企業研修、官公庁管理職研修、など年間100日以上研修や講演を催す。題目はコーチング、ファシリテーション、ポジティブ組織開発、創造性開発、国際感覚養成、英語学習法、FD（大学教員のための教育力・指導力up）研修など。
「64億人の笑顔」実現を目指すNPOハロードリーム実行委員会で「笑顔のコーチング」ワークショップを催し、「ファシリテーター養成講座」修了者は1600人余。

## 政治
松下政経塾後輩の福山哲郎は親交30年来で、第21回参議院議員通常選挙で「本当の本物の政治家、僕が一番信頼しているのが福山さん」「人類史上最も危険で大変な事態を乗り越えたのが、枝野幸男さんと福山哲郎さん」と応援した。

## 主な著書
- 『よい政治家の見分け方』（ディスカヴァー・トゥエンティワン）
- 『TOEIC TESTプログレッシブ単語力』（共著、小学館）
- 『TOEIC TESTプログレッシブ学習法』（共著、小学館）
- 『TOEIC TESTプログレッシブ模擬問題集』（共著、小学館）
- 『TOEIC TESTプログレッシブ文法力』（共著、小学館）
- 『入門ビジネス・コーチング』（PHP研究所）
- 『コーチングに強くなる本』（PHP研究所）
- 『コーチングに強くなる本：応用編』（共著、PHP研究所）
- 『入門キャプテンシップ』（共著、PHP研究所）
- 『英語で鍛えるロジカルシンキング』（日経BP）
- 『図解ビジネス・コーチング入門』（PHP研究所）
- 『人を育てる叱りの技術』（ダイヤモンド社）☆
- 『できる人は1週間を『168時間』で考えている』☆（中経出版）
- 『適材適所の法則』（PHP研究所）
- 『コーチング一日一話』（共著、PHP研究所）
- 『日経文庫コーチング入門』（共著、日本経済新聞社）
- 『プレイング・マネジャー』（PHP研究所）
- 『日経文庫セルフコーチング入門』（共著）
- 『AI：最高の瞬間を引きだす組織開発』（監訳、PHP研究所）
- 『最高の能力を引き出すコーチングの教科書 』☆（自由国民社）
- 『ほめ言葉ハンドブック』 （共著、PHP研究所）
- 『日経文庫グループコーチング入門』（日本経済新聞出版社）
- 『親子コーチング』（ビジネス人文庫、日本経済新聞出版社）
- 『上司を味方にする技術』（共著、ダイヤモンド社）
- 『人生を一瞬で変える旅に出よう』（共著、山と渓谷社）
- 『バラック・オバマ--アメリカを変える挑戦』（翻訳、株式会社オーク）
- 『モンスターペアレント』（中経出版）
- 『私が会社を変えるんですか?』（共著、JMAM出版）
- 『ほめ言葉ワークブック』（共著、PHP研究所）
- 『ほめ言葉ハンドブック 家族・プライベート編』（共著、PHP研究所）
- 『愛嬌力』（共著、大和書房）
- 『笑顔のコーチング』（小巻亜矢と共著、大和書房）
- 『要約力』（共著、中経出版）
- 『教師のコミュニケーション力を高めるコーチング』（第2章、明治書院）
- 『社長の言葉ハンドブック』（あさ出版）
- 『やる気のない職場にスイッチを入れる 魔法のほめ言葉』（角川SSコミュニケーションズ）
- 『働くママのための笑顔で中学受験を勝ち取る方法』（小巻亜矢と共著、ユナイテッド・ブックス）
- 『何度も何度も挫折した人のための 英語はネット動画で身につけろ!』（角川SSコミュニケーションズ）
- 『世界とつながる Twitter英語学習法』（ディスカヴァー・トゥエンティワン）
- 『英語が上達するほめ言葉・フレーズ265』（PHP研究所）
- 『子どもが「やる気」になる質問』（マツダミヒロと共著、PHP研究所）
- 『コドモみたいなオトナとのつきあい方』（高原恵子と共著、PHP研究所）
- 『厄介な上司を味方につける５０の処方箋』（PHP研究所）
- 『使える英語トレーニング』（KKベストセラーズ）
- 『英語の１秒トレーニング』（中経出版）
- 『ほめて！叱って！励まして！ - 部下が育つ魔法のキメ技』（ぱる出版）
- 『壁？』（文屋）
- 『叱らなくても部下の心をつかむ方法』（フォレスト出版）
- 『コーチングの「基本」が身につく本』（学習研究社）
- 『英語deコーチング』（日本経済新聞出版社）
- 『[決定版]ほめ言葉ハンドブック』（PHP研究所）
- 『山里亮太の「たりない」英語』（山里亮太と共著、ロングセラーズ）
- 『人間関係がカイゼンする ほめ方しかり方盛り上げ方200』（ロングセラーズ）
- 『クイズで学ぶ コーチング』 (日経文庫)
- 『言いづらいことの伝え方』 (日経文庫)
- 『すぐに使える It’s英会話』 (橋元知子と共著、J新書)
- 『忙しさを上手に手放す思考術』（クロスメディア・パブリッシング）
- 『知識ゼロからのほめ方＆叱り方』 (幻冬舎)
- 『相手をその気にさせる「ほめ方」やる気にさせる「しかり方」』 (KKロングセラーズ)
- 『コミュニケーション力で未来を拓く これからの教育観を語る』（菊池省三と共著、中村堂）
- 『価値語100 ハンドブック』（菊池省三らと共著、中村堂）
- 『個の確立した集団を育てる ほめ言葉のシャワー 決定版』（菊池省三らと共著、中村堂）
- 『高大接続改革: 変わる入試と教育システム』 (山内太地と共著、ちくま新書)
- 『図解決定版 コーチングの基本が身につく本』（学研プラズ）
- 『厄介な上司を使いこなす50の処方箋』（PHP研究所）
- 『生産性マネジャーの教科書』（河村庸子との共著、クロスメディア・パブリッシング）
- 『価値語100 ハンドブック〈2〉』（中村堂）
- 『学習学にもとづくコミュニケーション豊かな小学校外国語活動(英語)授業のつくり方』（中村堂）
- 『仕事で「敵をつくる言葉」「味方ができる言葉」ハンドブック』（PHP研究所）
- 『新版 笑顔のコーチング 子育て77のヒント』（中村堂）
- 『やさしい英語でSDGs』（山本ミッシェールのぞみ共著、合同出版）
- 『図解決定版 コーチングの基本が身につく本』（学研プラズ）

☆3冊は韓国語翻訳が出版。

## 放送出演
- 3か月トピック英会話 「SNSで磨く!英語Output表現術」（2012年4月4日 - 6月27日 NHK教育テレビジョン）講師
- 水曜JUNK 山里亮太の不毛な議論 「2代目子供師匠オーディション!」（2012年8月23日 TBSラジオ）2代目候補オーディション[6]
- 快脳!マジかるハテナ（2012年11月8日 日本テレビ）解答者
- 直撃LIVE グッディ!（フジテレビ）コメンテーター
- ニュースミント（毎日放送）コメンテーター